# ヤイロチョウ科
ヤイロチョウ科（ヤイロチョウか、学名 Pittidae）は、鳥類スズメ目タイランチョウ亜目の科である。ヤイロチョウ（八色鳥）と総称されるが、狭義にはヤイロチョウは1種 Pitta nympha を意味する。

## 特徴

### 分布
ユーラシアとオーストラリア区。タイランチョウ亜目のうちアメリカ大陸にまったく生息しない科はヤイロチョウ科のみである（ヒロハシ科を分割しない場合）。
アフリカ大陸、オーストラリア大陸北部および東部、ユーラシア大陸南部、インドネシア、ソロモン諸島、日本、パプアニューギニア、フィリピン。

### 形態
全長15–28cm。全身が複数の色彩をした羽毛で覆われ、特に頭部や腹面が鮮やかな色彩をした種が多い。尾羽は短い。
嘴は太く、やや下方へ湾曲する。後肢は長く、地表で歩行するのに適している。
多くの種では雌雄で色彩は変わらない。

### 生態
低地から山地にかけての常緑樹林や落葉樹林などに生息する。主に地表棲だが、樹上で大声で鳴くこともある。群れは形成せず、単独で生活する。危険を感じると走ったり、短距離を低空飛行し逃げる。
食性は動物食で、昆虫類、陸棲の貝類、ミミズなどを食べる。地表を徘徊し、嘴で落ち葉や腐食質等をどかして獲物を捕食する。
繁殖形態は卵生。樹上や地表などの様々な場所に木の枝を組み合わせた球状や楕円形状の巣を作る。

## 系統
ヒロハシ科と姉妹群であり、合わせてヒロハシ下目（旧世界亜鳴禽類）となる。
ヤイロチョウ科はかつて複数の属が1つの属に統合されたが、3つの大きな系統が見つかり、ふたたび3属に分離された。
|                | ヒロハシ科 Eurylaimidae                                                            |
|                |                                                                                    |
| ヤイロチョウ科 | \| \| Hydrornis \| \| \| \| \| \| Erythropitta \| \| \| \| \| \| Pitta \| \| \| \| |
|                | \| \| Hydrornis \| \| \| \| \| \| Erythropitta \| \| \| \| \| \| Pitta \| \| \| \| |
|                | Hydrornis                                                                          |
|                |                                                                                    |
|                | Erythropitta                                                                       |
|                |                                                                                    |
|                | Pitta                                                                              |
|                |                                                                                    |

|  | Hydrornis    |
|  |              |
|  | Erythropitta |
|  |              |
|  | Pitta        |
|  |              |

|  | タイランチョウ下目 |
|  |                    |
|  | カマドドリ下目     |
|  |                    |

|                | ヒロハシ科 Eurylaimidae                                                            |
|                |                                                                                    |
| ヤイロチョウ科 | \| \| Hydrornis \| \| \| \| \| \| Erythropitta \| \| \| \| \| \| Pitta \| \| \| \| |
|                | \| \| Hydrornis \| \| \| \| \| \| Erythropitta \| \| \| \| \| \| Pitta \| \| \| \| |
|                | Hydrornis                                                                          |
|                |                                                                                    |
|                | Erythropitta                                                                       |
|                |                                                                                    |
|                | Pitta                                                                              |
|                |                                                                                    |

|  | Hydrornis    |
|  |              |
|  | Erythropitta |
|  |              |
|  | Pitta        |
|  |              |

|  | タイランチョウ下目 |
|  |                    |
|  | カマドドリ下目     |
|  |                    |

## 属と種
国際鳥類学会議 (IOC) による。3属32種からなる。
全てをヤイロチョウ属 Pitta 1属とすることもある。ただし Hydrornis 属の一部の種は、属を Pitta とする場合、種小名の語尾を女性形にしなければならない。
- Hydrornis
  - Hydrornis phayrei, Eared Hydrornis, ミミヤイロチョウ
  - Hydrornis nipalensis, Blue‐naped Hydrornis
  - Hydrornis soror, Blue‐rumped Hydrornis, コシアオヤイロチョウ
  - Hydrornis oatesi, Rusty‐naped Hydrornis, チャエリヤイロチョウ
  - Hydrornis schneideri, Schneider’s Hydrornis, キタスマトラヤイロチョウ
  - Hydrornis caeruleus, Giant Hydrornis, オオヤイロチョウ  (P. caerulea)
  - Hydrornis baudii, Blue‐headed Hydrornis
  - Hydrornis cyaneus, Blue Hydrornis, アカエリヤイロチョウ (P. cyanea)
  - Hydrornis elliotii, Bar‐bellied Hydrornis
  - Hydrornis guajanus, Banded Hydrornis, ヨコジマヤイロチョウ (P. guajana)
  - Hydrornis gurneyi, Gurney’s Hydrornis, クロハラヤイロチョウ
- Erythropitta
  - Erythropitta kochi, Whiskered Erythropitta, ルソンヤイロチョウ
  - Erythropitta erythrogaster, Red‐bellied Erythropitta
  - Erythropitta dohertyi, Sula Erythropitta
  - Erythropitta arquata, Blue‐banded Erythropitta, ムナオビヤイロチョウ
  - Erythropitta granatina, Garnet Erythropitta
  - Erythropitta venusta, Graceful Erythropitta
  - Erythropitta ussheri, Black‐crowned Erythropitta
- Pitta
  - Pitta sordida, Hooded Pitta, ズグロヤイロチョウ
  - Pitta maxima, Ivory‐breasted Pitta
  - Pitta steerii, Azure‐breasted Pitta, アオハラヤイロチョウ
  - Pitta superba, Superb Pitta, セグロヤイロチョウ
  - Pitta angolensis, African Pitta, アフリカヤイロチョウ
  - Pitta reichenowi, Green‐breasted Pitta
  - Pitta brachyura, Indian Pitta, インドヤイロチョウ
  - Pitta nympha, Fairy Pitta, ヤイロチョウ
  - Pitta moluccensis, Blue‐winged Pitta, アオバネヤイロチョウ
  - Pitta megarhyncha, Mangrove Pitta
  - Pitta elegans, Elegant Pitta （P. vigorsii を含む）
  - Pitta iris, Rainbow Pitta
  - Pitta versicolor, Noisy Pitta, ノドグロヤイロチョウ
  - Pitta anerythra, Black‐faced Pitta, カオグロヤイロチョウ

## 人間との関係
属名 Pitta、および英語名 pitta はインド南部で鳥を指す言葉に由来する。
開発による生息地の破壊等により生息数が減少している種もいる。